# Flumbort András
Flumbort András dr. (Nagykanizsa, 1984. augusztus 17.–) magyar sakkozó, nemzetközi nagymester, sportvezető, sportmenedzser, edző, ügyvéd.
A Magyar Sakkszövetség volt alelnöke, a Magyar Sakkozásért Alapítvány kuratóriumi titkára. A tizenhatszoros Szuperliga győztes Tuxera Aquaprofit Nagykanizsai Sakk Klub vezetőségének volt tagja, a 2009-es sakkcsapat Európa-bajnokságon a magyar női válogatott kapitánya. Rapport Richárd sakknagymester szakmai menedzsere.

## Pályafutása
2000-ben az U16 korosztályos országos sakkbajnokságon 3. helyen végzett az azóta ugyancsak nagymester Antal Gergely és Berkes Ferenc mögött. 2001-ben az U20 korosztályos magyar bajnokságon ezüstérmet nyert. 2003-ban megnyerte az U18 korosztályos magyar bajnokságot. Ugyanebben az évben az U18 korosztályos ifjúsági sakkvilágbajnokságon a 10. helyen végzett. 2004-ben 1. helyen végzett az U20 korosztályos junior magyar bajnokságon.
2002-ben lett nemzetközi mester, 2010-ben szerezte meg a nemzetközi nagymesteri fokozatot. A nagymesteri normát a 2005/2006-os idényben a magyar csapatbajnokságban elért eredményével, a 2006-os II. PannonPower Kupa GM versenyen, valamint az 1. Bundesliga 2009/2010-es szezonjában elért eredményével teljesítette.
A 2016. júniusban érvényes Élő-pontértéke 2460. A magyar ranglistán az aktív játékosok között a 38. helyen állt. Legmagasabb pontértéke a 2011. májusban elért 2572 volt.

## Csapateredményei
1999-ben tagja volt a magyar válogatottnak a Gyermek Sakkolimpián, valamint 2000-ben, 2001-ben és 2002-ben az U18 korosztályos magyar válogatottnak az ifjúsági sakkcsapat Európa-bajnokságon. 2001-ben és 2002-ben egyéni teljesítménye a mezőnyben a 2. legjobb volt. Tagja, és legjobb pontszerzője volt a 2003-as Mitropa Kupán szerepelt magyar válogatottnak.

## Kiemelkedő versenyeredményei
- 1. helyezés: Harkány (2000)
- 1. helyezés: VII. Open Internacional San Agustin (2002)[12]
- 3. helyezés: First Saturday (FS03) GM verseny (2003)[13]
- 1-2. helyezés : Bern (2004)[14]
- 1. helyezés: Paks (2006)[15]
- 3. helyezés FS09 (2006)[16]
- 2. helyezés: Latschachu (2008)
- 2. helyezés FS07 GM Budapest (2009)[17]
- 1. helyezés: 33. Agria Sakkfesztivál, Eger (2009)[18]
- 1. helyezés Challenger in Haarlem (2009)[19]
- 1. helyezés: Ács János Emlékverseny Tapolca (2010)[20]
- 1. helyezés: B1 IM verseny Marienbad (2010)[21]
- 1. helyezés Szász Kupa Újszász (2010)[22]
- 1. helyezés: Kisbér Open (2010)[23]
- 2. helyezés: 30. Erkel-emlékverseny Gyula (2010)[24][25]
- 1. helyezés First Saturday GM (FS05) 2012[26][27]
- 1-3. helyezés FS07 GM (2012)[28]
- megosztott 1. helyezés FS08 GM (2012)[29]

## Díjai, elismerései
- A Magyar Köztársaság jó tanulója, jó sportolója (2001/2002 tanév)[30]